# Organización territorial de Rusia

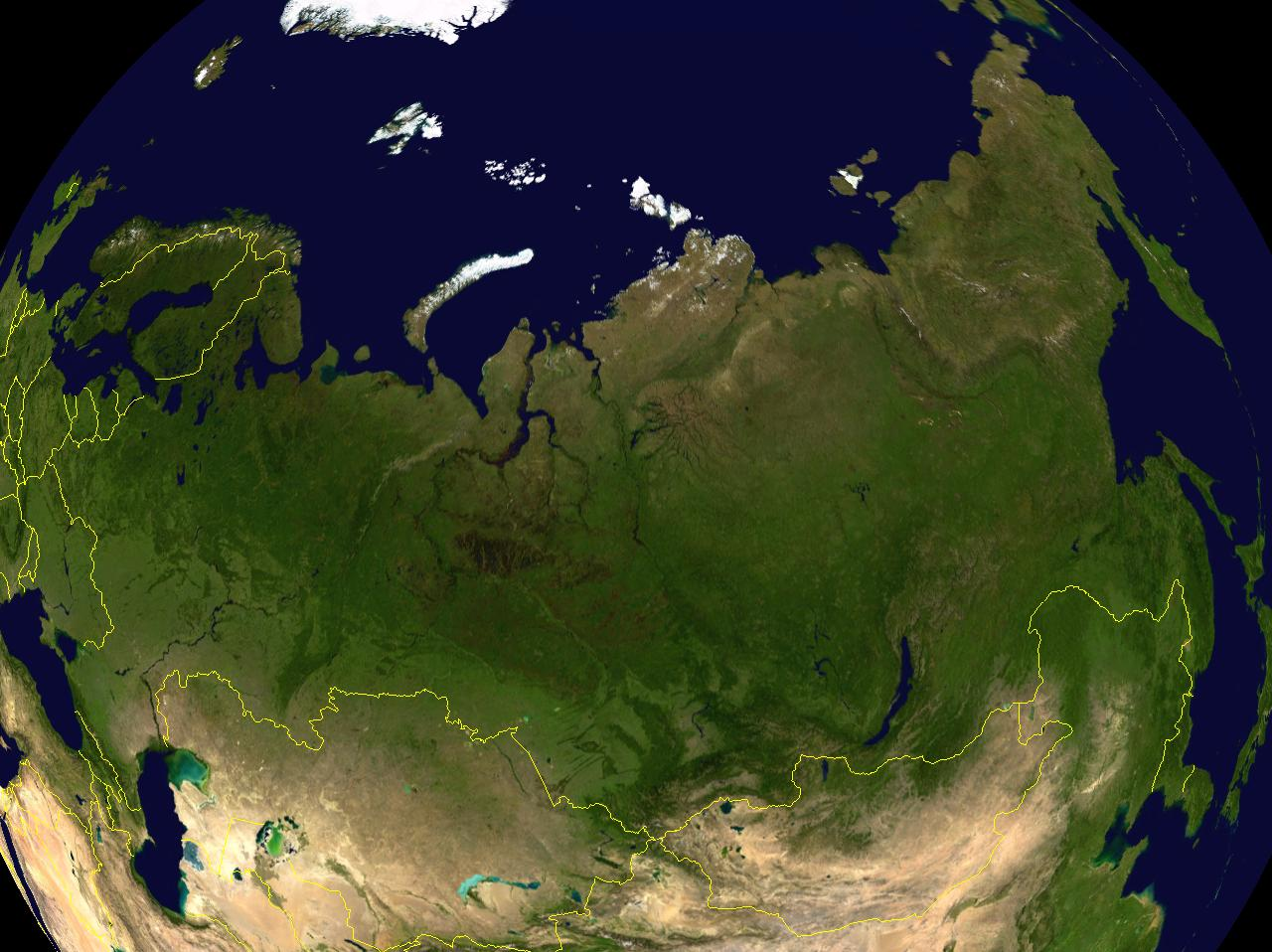
La Federación de Rusia desde el espacio.

La organización territorial de Rusia es una compleja red de divisiones administrativas en donde la Federación de Rusia, el país más grande del mundo, administra su territorio entre Europa Oriental y Asia del Norte.

## Sujetos federales
| Leyenda | Descripción |
| ------- | --- |
|         | 48 regiones (Óblasts) [pl. области, óblasti; sing. область, óblast]. Son las unidades administrativas más comunes, con gobernador designado de forma federal y legislatura elegida de forma local. A menudo llevan el nombre de la mayor ciudad del óblast, que suele ser su centro administrativo (su capital).                                                                         |
|         | 24 repúblicas (pl. республики, respúbliki; sing. республика, respúblika). Sujetos autónomos con grandes atribuciones competenciales, sin rebasar las propias de la federación, cada una tiene su propia constitución, presidente y parlamento; están representadas por el gobierno federal en los asuntos internacionales; y se consideran el hogar de una etnia minoritaria específica. |
|         | 9 territorios (krais) [pl. края, krayá; sing. край, sing. krai o kray, siendo este último menos común]. Similares a los óblasts pero normalmente más periféricos. |
|         | 4 distritos autónomos [pl. автономные округа, avtonómniye okrugá; sing. автономный округ, avtonomni ókrug]. Con más autonomía que los óblasts pero con menos que las repúblicas; normalmente con una sustancial minoría étnica dominante. |
|         | 3 ciudades federales (ciudades bajo la jurisdicción de la Federación) [pl. федеральные города, federálniye gorodá; sing. федеральный город, federalni górod]. Grandes ciudades que funcionan como regiones separadas (Moscú, San Petersburgo y Sebastopol). |
|         | 1 región autónoma [sing. автономная область; avtonómnaya óblast], la Región Autónoma Judía. |

Rusia es una federación compuesta por ochenta y cinco sujetos (ruso: субъе́кт(ы); transliteración: subyekt(y)). Estos sujetos gozan de los mismos derechos federales, en el sentido en que tienen la misma representación (dos delegados cada uno) en el Consejo de la Federación (la cámara alta de la Asamblea Federal de Rusia, el Parlamento ruso). Sin embargo, difieren en el grado de autonomía que disfrutan.
Existen 6 tipos de sujetos federales: 22 repúblicas, 9 krais, 46 óblasts, 3 ciudades federales, 1 óblast autónomo y 4 ókrugs autónomos. Los ókrugs autónomos son los únicos que tienen un estatus peculiar de ser sujetos federales por derecho propio, pero al mismo tiempo se consideran divisiones administrativas de otros sujetos federales (siendo el distrito autónomo de Chukotka la única excepción).

## Distritos federales

Distritos federales de Rusia

Todos los sujetos se agrupan en ocho distritos federales (ruso: федера́льные округа́, sing. федера́льный о́круг; transliteración federálnyie okrugá, sing. federalny ókrug), cada uno administrado por un representante designado por el presidente de Rusia.

## Regiones económicas
Para propósitos económicos y estadísticos, los distritos federales se agrupan también en doce regiones económicas (ruso: экономи́ческие райо́ны, sing. экономи́ческий райо́н; transliteración: ekonomícheskiye raiony, sing. ekonomícheski raión).

## Subdivisiones de nivel menor

Raiones de la Federación de Rusia.

Los sujetos federales se subdividen (nivel 2) en:
- Distritos (ruso: райо́н(ы); transliteración: raion(y)): Similares a los condados o a los municipios.
- Ciudades/pueblos (ruso: города́, sing.: го́род; transliteración: gorodá, sing: górod) y asentamientos urbanos (ruso: посёлки городско́го ти́па, sing.: посёлок городско́го ти́па; posyolki gorodskogo tipa, sing.: posyólok gorodskogo tipa), bajo la jurisdicción del sujeto federal.
- Distritos autónomos (ruso: автоно́мные округа́, sing.: автоно́мный о́круг; transliteración: avtonómnyie okrugá, sing.: avtonomny ókrug) bajo la jurisdicción del sujeto federal (aunque se consideran subdivisiones de nivel menor, tienen estatus de sujeto federal).

Las subdivisiones de nivel 3 incluyen:
- Selsovéts (ruso: сельсове́т(ы); transliteración: selsovet(y)): Consejos rurales.
- Pueblos y asentamientos urbanos / rurales bajo la jurisdicción del distrito.
- Distritos de las ciudades y los pueblos.
- Distritos de los asentamientos urbanos.